# Friedrich-Bernhard-Karcher-Schule Beckingen
Die Friedrich-Bernhard-Karcher-Schule (FBKS) in Beckingen ist eine Gemeinschaftsschule im gebundenen Ganztag. Sie befindet sich in Trägerschaft des Landkreises Merzig-Wadern.

## Geschichte
Die Schule ging aus der ehemaligen Grund- und Hauptschule Beckingen hervor. Aus Platzgründen wurde im Herbst 1965 mit einem Neubau begonnen, der 1967 fertiggestellt wurde. Das Gebäude war als Ergänzungsbau geplant. Es umfasste vier Klassensäle, eine Pausenhalle und eine Schwimmhalle.
1988 wurden die Hauptschulzweige der Schulen in den Nachbargemeinden Düppenweiler und Reimsbach geschlossen. Die Beschulung der  Schüler sollte zukünftig in Beckingen erfolgen. Die Kapazitäten am Standort reichten kaum aus, um die nun stark ansteigenden Schülerzahlen zu kompensieren. 1992 wurde der Primarbereich vom Sekundarbereich getrennt. Es entstand am Standort eine Haupt- und Realschule (Sekundarschule). Neben dem Hauptschulabschluss konnte nun in der Realschule der Mittlere Bildungsabschluss erworben werden.
1993 brannte das Schulgebäude. Einige Klassen wurden in der Deutschherren-Halle unterrichtet werden. 1995 kam ein Erweiterungsbau hinzu. Am 4. Juli 1995 wurde der Grundstein gelegt. Beide Gebäude wurden durch ein Treppenhaus miteinander verbunden. Am 11. Oktober 1996 wurde der Bau schließlich eingeweiht.
1997 wurde im Saarland auf Landesebene eine Schulreform umgesetzt. Zukünftig konnten in der Erweiterten Realschule sowohl der Hauptschulabschluss als auch der Realschulabschluss erworben werden. Die Trägerschaft der Schule ging von der Kommune auf den Landkreis über.
2003 wurde die Freiwillige Ganztagsschule eingeführt. 2005 erhielt das 1967 errichtete Gebäude ein weiteres Stockwerk. Dort befinden sich heute das Lehrerzimmer, der Physiksaal und die Bibliothek/das Lernatelier. Anfangs war dort auch die Freiwillige Ganztagsschule untergebracht.
Durch die Teilnahme an Projekt „Klasse online“ erhielt die Schule   2006 in allen 25 Klassen- und Funktionsräumen eine Netzinfrastruktur. Am 9. Oktober 2006, stimmte der Landkreistag Merzig-Wadern einer Namensänderung zu. Die Schule übernahm den Namen des ehemaligen lokalen Unternehmers Friedrich Bernhard Karcher. 2008 erhielt die Schule einen neu gestalteten Pausenhof. 2012/13 wurde die Schule zur Gemeinschaftsschule. 2018 startete die gemeinsame Gymnasiale Oberstufe am Standort im Verbund mit anderen Schulen des Landkreises zur Erlangung des Abiturs.

## Gebundene Ganztagsschule
Seit dem Schuljahr 2018/2019 2018/19 ist die Schule eine Gebundene Ganztagsschule.
Von Montag bis Donnerstag ist von 8:00 bis 16:00 Uhr Unterricht. An Freitagen findet der Unterricht von 8:00 bis 13:10 Uhr statt.

## Oberstufenverbund
Die Friedrich-Bernhard-Karcher-Schule in Beckingen bildet seit dem Schuljahr 2018/19 einen Oberstufenbund mit der Gemeinschaftsschule Christian-Kretschmann-Schule Merzig und dem beruflichen Oberstufengymnasium des Berufsbildungszentrums der Jean-François-Boch-Schule Merzig.